# Lago di Lod (Chamois)
Il lago di Lod (pron. Ló) è un piccolo lago alpino situato nei pressi di Chamois, in Valle d'Aosta.

## Toponimo
Secondo la pronuncia del patois valdostano, il toponimo Lod va pronunciato come "Lò", come per molti altri toponimi e cognomi valdostani e delle regioni limitrofe (la Savoia, l'Alta Savoia e il Vallese) e come i due laghi foneticamente omonimi nei comuni di Antey-Saint-André, omografo del presente lago, e del Lago di Loz, nel comune di Valtournenche.

## Descrizione
Il lago si trova a 2015 m s.l.m. in una conca circondata da prati e gruppi di larici. Durante la salita da Chamois, si gode di un'ampia vista soprattutto sul versante occidentale della Valtournenche, dove si individuano con facilità la Becca d'Aver, la punta Cian ed il mont Pancherot.

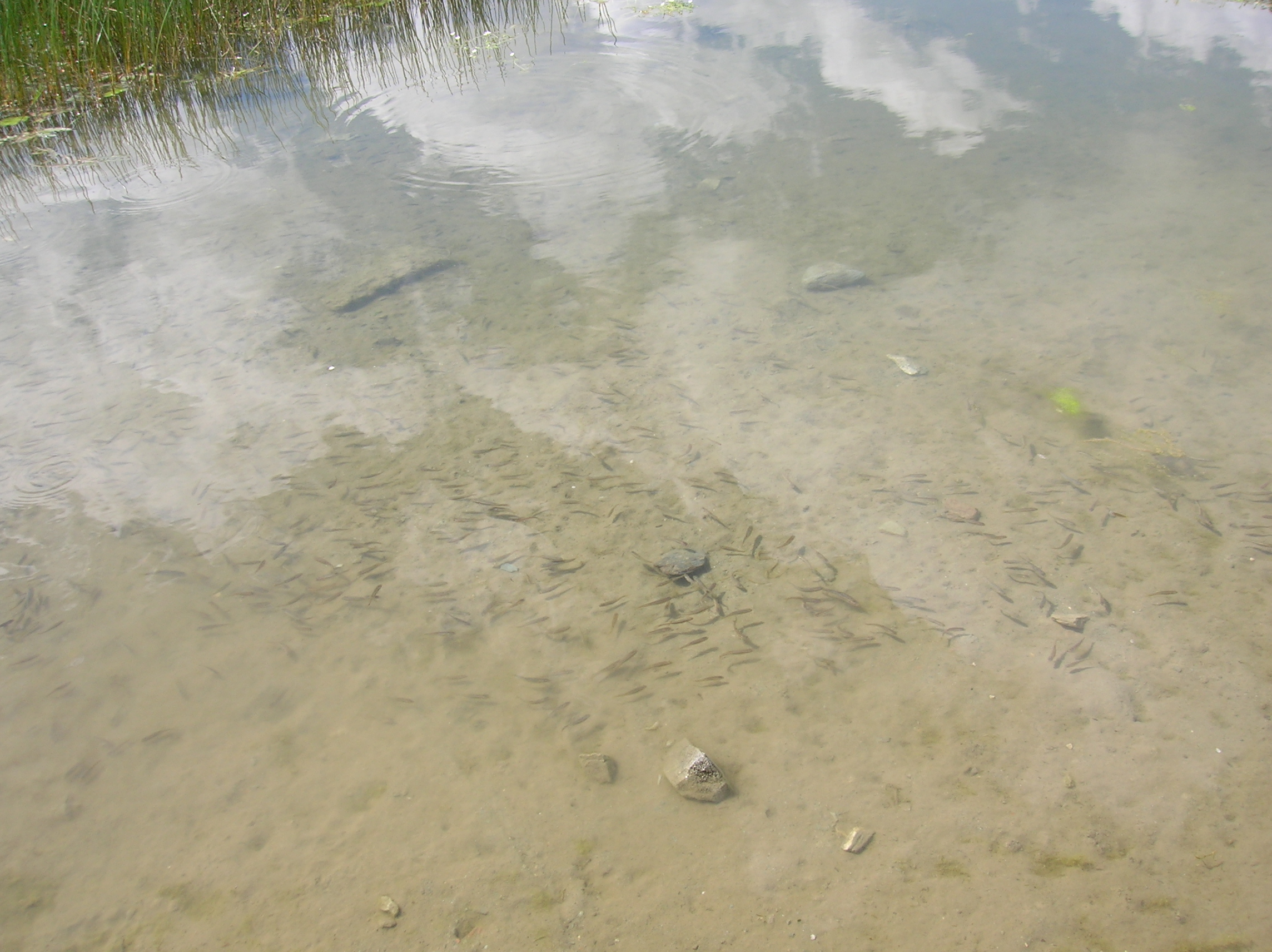
Pesci
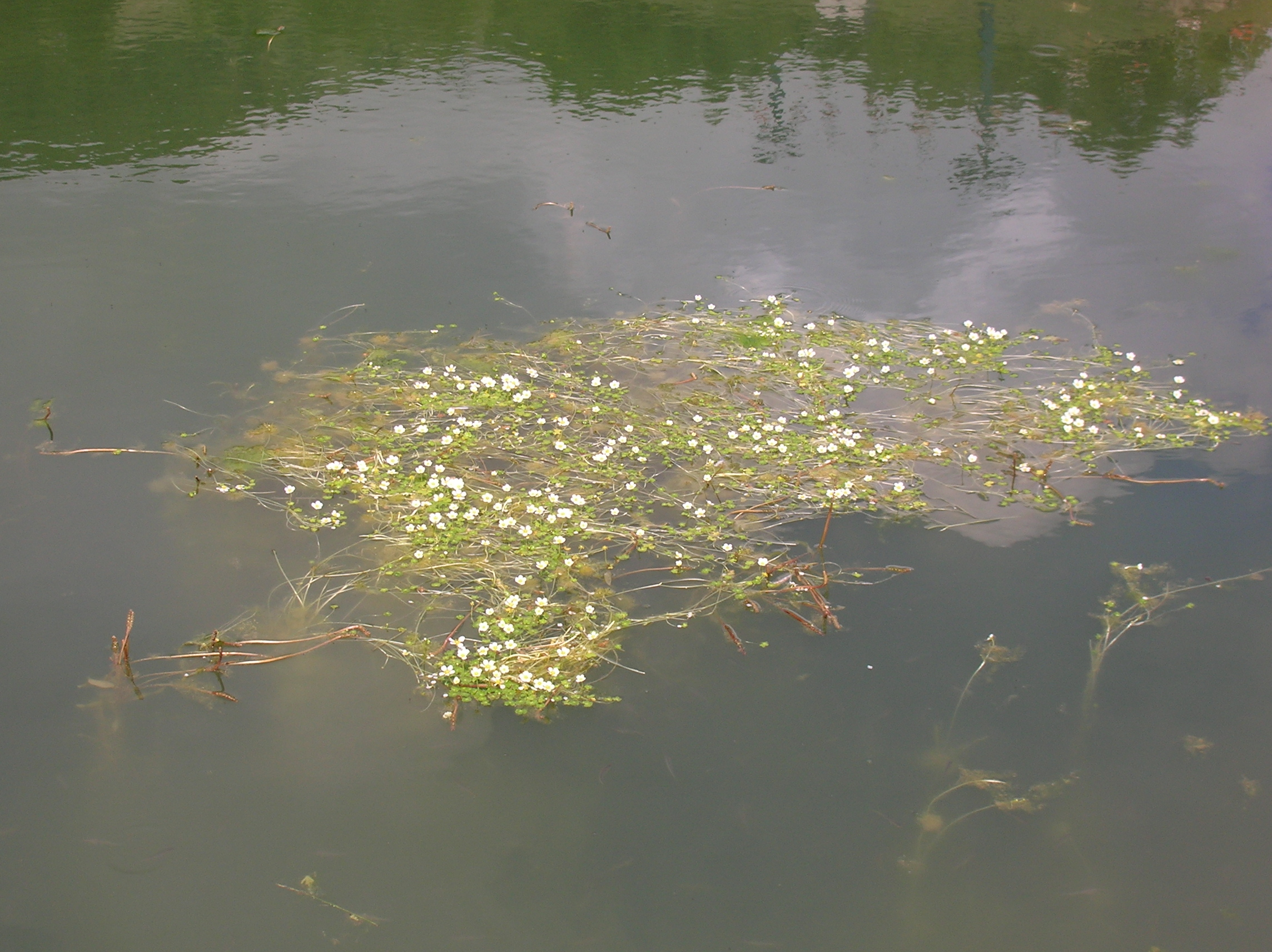
Piante acquatiche
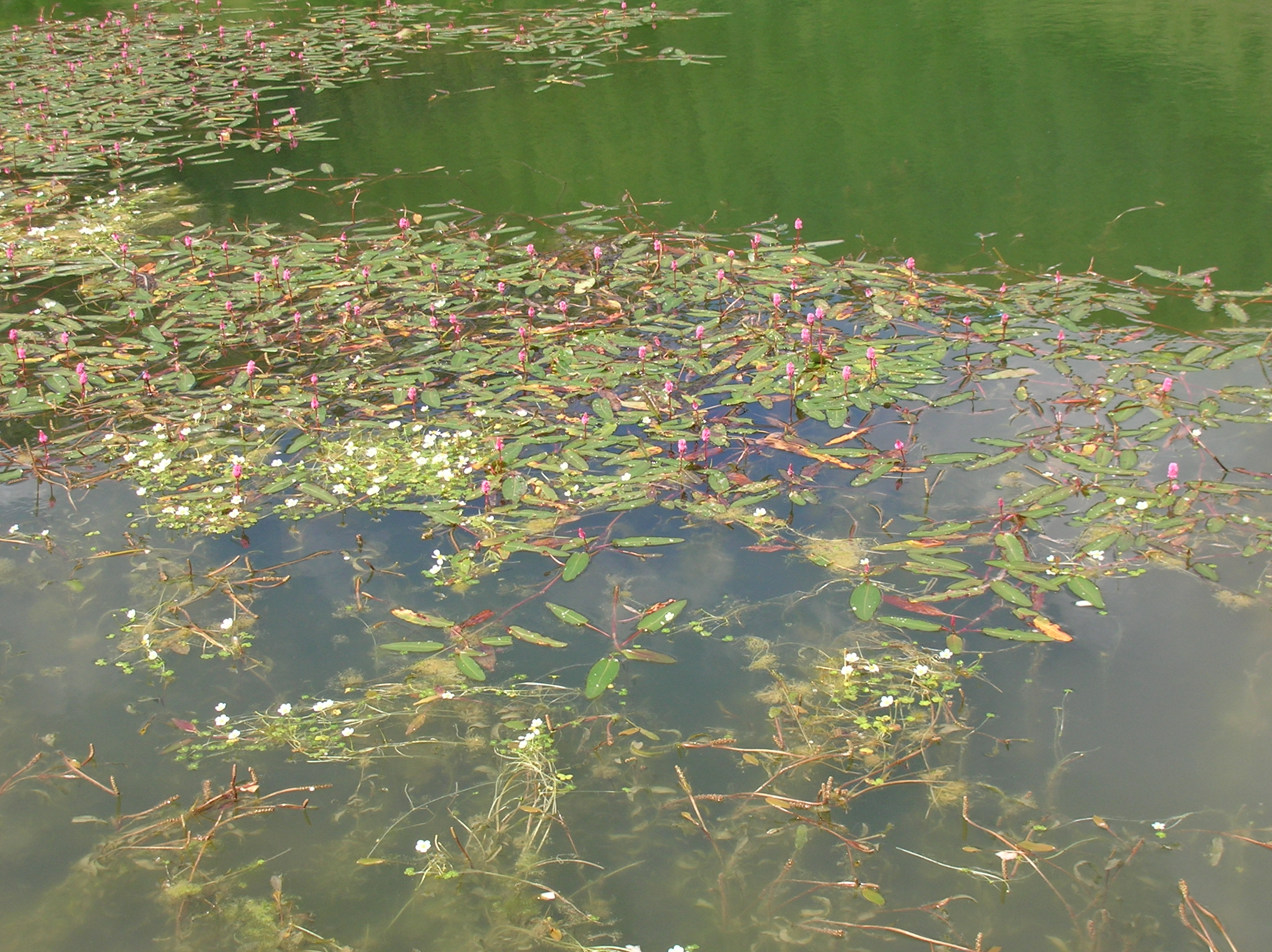
Piante acquatiche

## Accesso
Il lago è comodamente raggiungibile con una seggiovia partente da Chamois, in località Corgnolaz, o alternativamente tramite una salita su un sentiero della durata di circa mezz'ora.
Assai frequentata è la passeggiata che parte da La Magdeleine, raggiunge Chamois e sale quindi al lago di Lod, evitando l'uso della cabinovia per Chamois e di altri impianti di risalita: l'itinerario, interamente su carrareccia, richiede una camminata di un'ora e 35 minuti, superando un dislivello di 300 m circa, per una lunghezza di 9 km (ritorno compreso).